# 량원펑
량원펑(중국어 간체자: 梁文锋, 병음: Liáng Wénfēng, 1985년 - )은 중국의 인공지능 회사 딥시크의 설립자이다. 각국가를 포함하여 한국의 정부 부처마다 외부 접속이 가능한 PC에서 딥시크 접속을 차단하고 있는 가운데 금융회사들도 민감한 업무 정보나 개인정보가 유출될 가능성을 막기 위해 딥시크를 차단하고 있다.

## 생애
1985년 중국 광둥성 잔장시에서 태어났다. 그의 부모는 모두 초등학교 교사였다. 량원펑은 공학 분야 명문대인 저장대에서 전자정보공학 학사와 정보통신공학 석사 학위를 취득했다. 대학 시절부터 AI와 금융을 접목하는 시도를 했으며, 2008년 금융위기 당시 금융 시장 데이터를 수집하고 머신러닝을 활용한 퀀트 트레이딩을 연구했다. 2015년에는 대학 친구 2명과 함께 하이-플라이어(high-flyer)라는 헤지펀드를 설립해 컴퓨터 트레이딩에 딥러닝 기법을 적용했다. 이 펀드는 큰 성공을 거두어 운용자산이 80억달러(약 11조5000억원)  규모로 성장했다.하이-플라이어는 2019년부터 AI 개발을 위해 엔비디아의 GPU 1만개를 확보하며 AI 칩 클러스터를 구축했다. 량원펑은 2023년 5월 하이플라이어의 AI 연구소를 독립시켜 딥시크를 설립했다.